# Stefan Michalik
Stefan Michalik (ur. 6 grudnia 1897 we Frydku, zm. 8 lub 9 maja 1940 w Kalininie) – legionista, starszy przodownik Policji Województwa Śląskiego, ofiara zbrodni katyńskiej.

## Życiorys
Urodził się jako Stefan Poremba. Był synem Stefana Poręby, który poznawszy swojego ojca, w 1899 roku przyjął jego nazwisko Michalik oraz Anny z d. Sporysz.
Pierwsze lata życia spędził we Frydku na ówczesnym Śląsku Cieszyńskim, gdzie uczęszczał do szkoły powszechnej. Po śmierci ojca (w 1904) i matki (w 1911) przeprowadził się do Grybowa, gdzie zamieszkał ze swoim dziadkiem, Kazimierzem.
1 stycznia 1916 wstąpił do Legionów Polskich. Służył w 7. kompanii II batalionu 5 Pułku Piechoty. W lipcu 1916 trafił do niewoli rosyjskiej i został osadzony w obozie dla jeńców w Darnicy koło Kijowa, a następnie w Odessie. 
Brał udział w walkach z bolszewikami w okresie przejścia 3 Dywizji Strzelców Polskich z Jelni do Bobrujska.
Po zwolnieniu z obozu wstąpił do I Korpusu Polskiego w Rosji pod dowództwem gen. Józefa Dowbor-Muśnickiego. Na polecenie Polskiego Komitetu Wojskowego służył jako kurier dostarczając do Korpusu materiały propagandowe. 
Ponownie do niewoli, tym razem bolszewickiej, trafił w marcu 1918 pod Homlem. Ze względu na miejsce urodzenia uznano go za Czecha i z niewoli wrócił z transportem jeńców czechosłowackich w grudniu 1920. Jeszcze w tym samym miesiącu nielegalnie przekroczył granicę Polską i w styczniu 1921 wstąpił do Armii Polskiej, służąc w pułku w Nowym Sączu.
W okresie od sierpnia do grudnia 1921 pracował w Urzędzie Komisarza Urzędu Emigracyjnego w Oświęcimiu, a od lutego do listopada 1922 roku pracował w Policji Państwowej w Krakowie. Od 1922 policjant Policji Województwa Śląskiego. Najpierw jako posterunkowy (od 1 maja 1926), potem przodownik policji (od 1 stycznia 1929) i starszy przodownik Służby Śledczej (od 1 lutego 1937). Zajmował się tematyką fałszerstw.
W 1939 ewakuowany z Bielska został przeniesiony na wschód. Aresztowany 24 września 1939 roku w Kosowie Huculskim dostał się do niewoli radzieckiej. Internowany następnie w więzieniu w Stanisławowie, trafił do obozu w Juchnowie, a 27 grudnia 1939 do obozu NKWD w Ostaszkowie. 
Według listy 054/1-312-84 z 5 maja 1940 został wysłany na śmierć w Kalininie. Zamordowany w nocy z 8 na 9 maja 1940 roku. Pochowany w Miednoje.
Postanowieniem nr 112-52-07 Prezydenta RP Lecha Kaczyńskiego z 5 października 2007 został awansowany pośmiertnie na stopień aspiranta Policji Państwowej. Awans został ogłoszony 10 listopada 2007 w Warszawie, w trakcie uroczystości „Katyń Pamiętamy – Uczcijmy Pamięć Bohaterów”.

## Ordery i odznaczenia
- Krzyż Niepodległości – 9 listopada 1931 „za pracę w dziele odzyskania niepodległości”[6]